# Großsteingrab Nonnevitz
Das Großsteingrab Nonnevitz war eine megalithische Grabanlage der jungsteinzeitlichen Trichterbecherkultur bei Nonnevitz, einem Ortsteil von Dranske im Landkreis Vorpommern-Rügen (Mecklenburg-Vorpommern). Es wurde vermutlich im 19. Jahrhundert zerstört.

## Forschungsgeschichte
Die Existenz des Grabes wurde in den 1820er Jahren durch Friedrich von Hagenow erfasst und seine Lage auf der 1829 erschienenen Special Charte der Insel Rügen vermerkt. Von Hagenows handschriftliche Notizen, die den Gesamtbestand der Großsteingräber auf Rügen und in Neuvorpommern erfassen sollten, wurden 1904 von Rudolf Baier veröffentlicht. Die Anlage bei Nonnevitz wurde dabei nur listenartig aufgenommen.

## Lage
Das Grab befand sich nach von Hagenows Karte direkt nordwestlich von Nonnevitz auf einem Feld.

## Beschreibung
Laut Kartensignatur könnte die Anlage ostnordost-westsüdwestlich orientiert gewesen sein. Nach von Hagenows Liste handelte es sich um einen Großdolmen mit einem trapezförmigen Hünenbett. Zu den Maßen liegen keine Angaben vor.